# Limeira
Limeira é um município brasileiro situado no Centro-Leste do estado de São Paulo. Localiza-se a 22°33'53" de latitude sul e 47°24'06" de longitude oeste, a uma altitude de 588 metros. Possui uma área de 580,711 km², e sua população segundo as estatísticas do IBGE de 2024 reúne 300.728 habitantes, sendo o 26º município mais populoso do estado. Faz parte da Região Metropolitana de Piracicaba, a qual integra o complexo metropolitano paulista, o maior do hemisfério sul, com cerca de 30 milhões de habitantes.
Importante polo industrial do interior do estado de São Paulo, a cidade foi grande centro cafeicultor no século XIX, simbolizado pela Fazenda Ibicaba, maior produtora do café por vários anos. A fazenda serviu como base ao senador Vergueiro e mais tarde ao imperador Pedro II, durante a Guerra do Paraguai, tornando-se um dos mais cruéis núcleos da escravidão brasileira. Posteriormente, atrairia milhares de imigrantes e seria palco de uma revolta de colonos, em 1856.  Na Segunda República, foi importante foco de combate na Revolução Constitucionalista de 1932, agravada pelas divergências internas.
Limeira também foi conhecida por Capital da Laranja e Berço da Citricultura Nacional, dados o pioneirismo e a grande produção citrícola que o município desenvolveu. Mais recentemente, a agricultura da cidade destaca-se pelo cultivo da cana-de-açúcar e pela produção de mudas cítricas. No ramo da indústria, que possui maior importância na economia municipal, Limeira se destaca nas áreas de metalurgia, metal-mecânica, autopeças, vestuário, alimentos, cerâmica, papel e celulose, embalagens, máquinas e implementos. Recentemente, a cidade tem se destacado especialmente na área de joias, atraindo a atenção de pessoas de todo o mundo. De acordo com o IBGE, em 2011, o produto interno bruto de Limeira, a preços correntes, foi de 7,463 bilhões de reais. A cidade  é uma das mais desenvolvidas do Brasil.
Além dos templos, casarões, palacetes e mansões do século XIX, Limeira possui expressivas fazendas históricas que atualmente movimentam o turismo rural e ecológico na cidade. A cidade de Limeira é atravessada pelo trecho final da Rodovia dos Bandeirantes, considerada uma das melhores do país, que liga a cidade de São Paulo à cidade vizinha de Cordeirópolis. A Rodovia Washington Luís, que segue até a região de São José do Rio Preto, tem início em Limeira. A Rodovia Anhanguera também passa pela cidade, terminando em Uberaba.

## Etimologia
A origem do nome do município envolve uma lenda popular na cidade, que fala de um frei franciscano chamado João das Mercês, que acompanhava uma caravana de bandeirantes se dirigindo para o interior do estado. O frei teria morrido subitamente ao passar uma noite no rancho do Morro Azul, sendo sepultado ali mesmo com a sacola de limas que carregava, as quais dizia curar febres e que estariam supostamente envenenadas. Ali teria brotado uma limeira, que deu nome ao rancho e à cidade.

## História

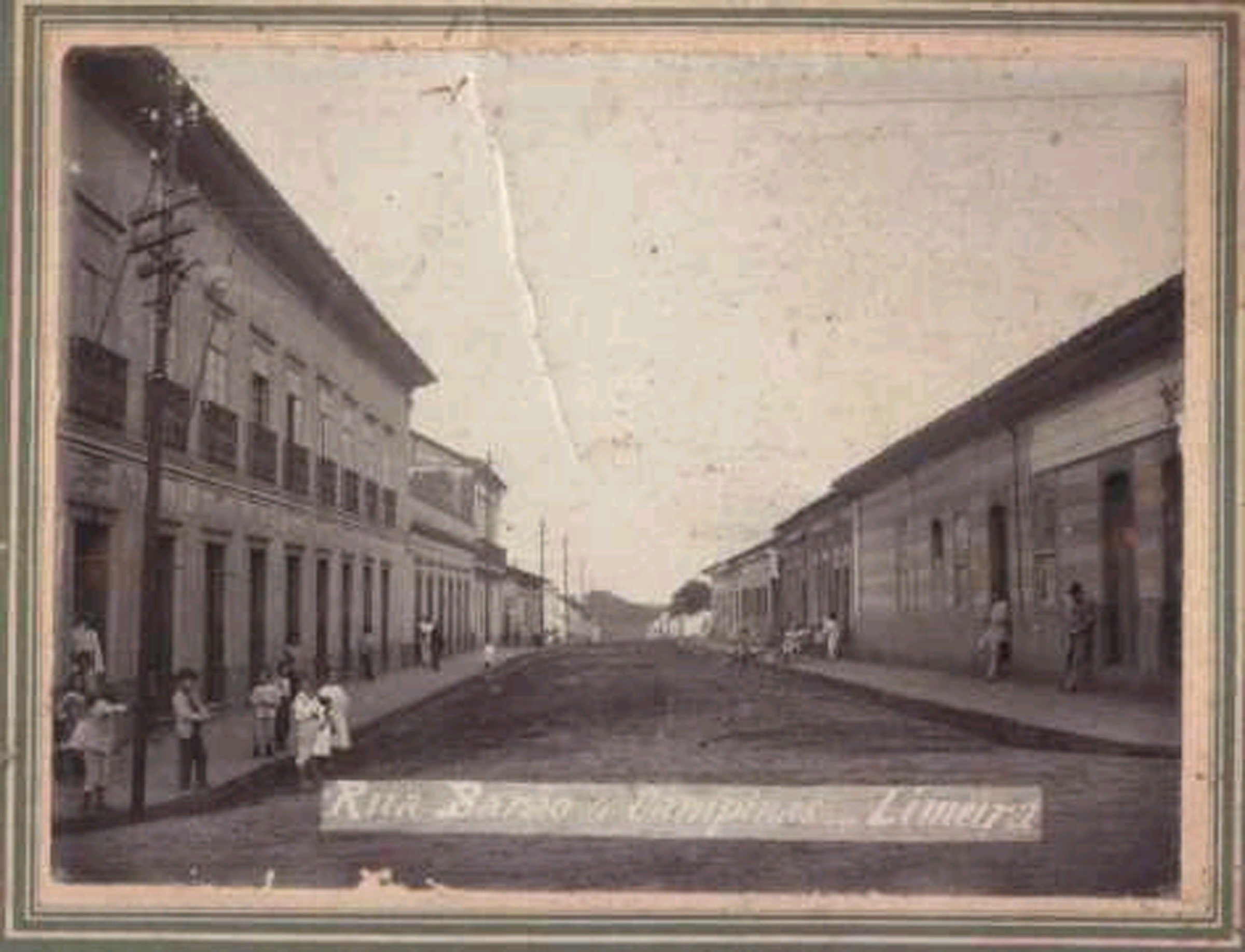
Rua Barão de Campinas em 1910.

### Fundação
Historicamente, Limeira surgiu em 1826, a partir da construção de uma estrada feita para escoar a produção dos engenhos da região. Às margens da estrada do capitão Luís Manuel da Cunha Bastos, surgiu a freguesia de Nossa Senhora das Dores do Tatuibi, oficializada em 9 de dezembro de 1830 por lei provincial.
A cidade ficou conhecida como o "berço da imigração europeia de cunho particular", por ter recebido, nos anos de 1840 e 1846, trabalhadores portugueses, suíços e alemães, desenvolvendo o sistema de parceria numa época ainda marcada pelo trabalho escravo.

### Consolidação
No ano de 1842 o povoado foi elevado à vila e por final foi elevada à categoria de cidade no dia 18 de abril de 1863.
A Fazenda Ibicaba, que entre 1860 e 1870 foi a maior produtora de café do Brasil, graças à influência de seu proprietário, o senador Nicolau Vergueiro, e posteriormente de seu filho, Nicolau José, foi uma estação militar durante a Guerra do Paraguai, recebendo Dom Pedro II, a Princesa Isabel e o Conde D'Eu durante as suas viagens a São Paulo.
Lá ocorreu a Revolta de Ibicaba, uma das primeiras revoltas de caráter proletário do país, conduzida pelos imigrantes, que possibilitou a revisão do sistema de parcerias por parte da coroa.

## Geografia

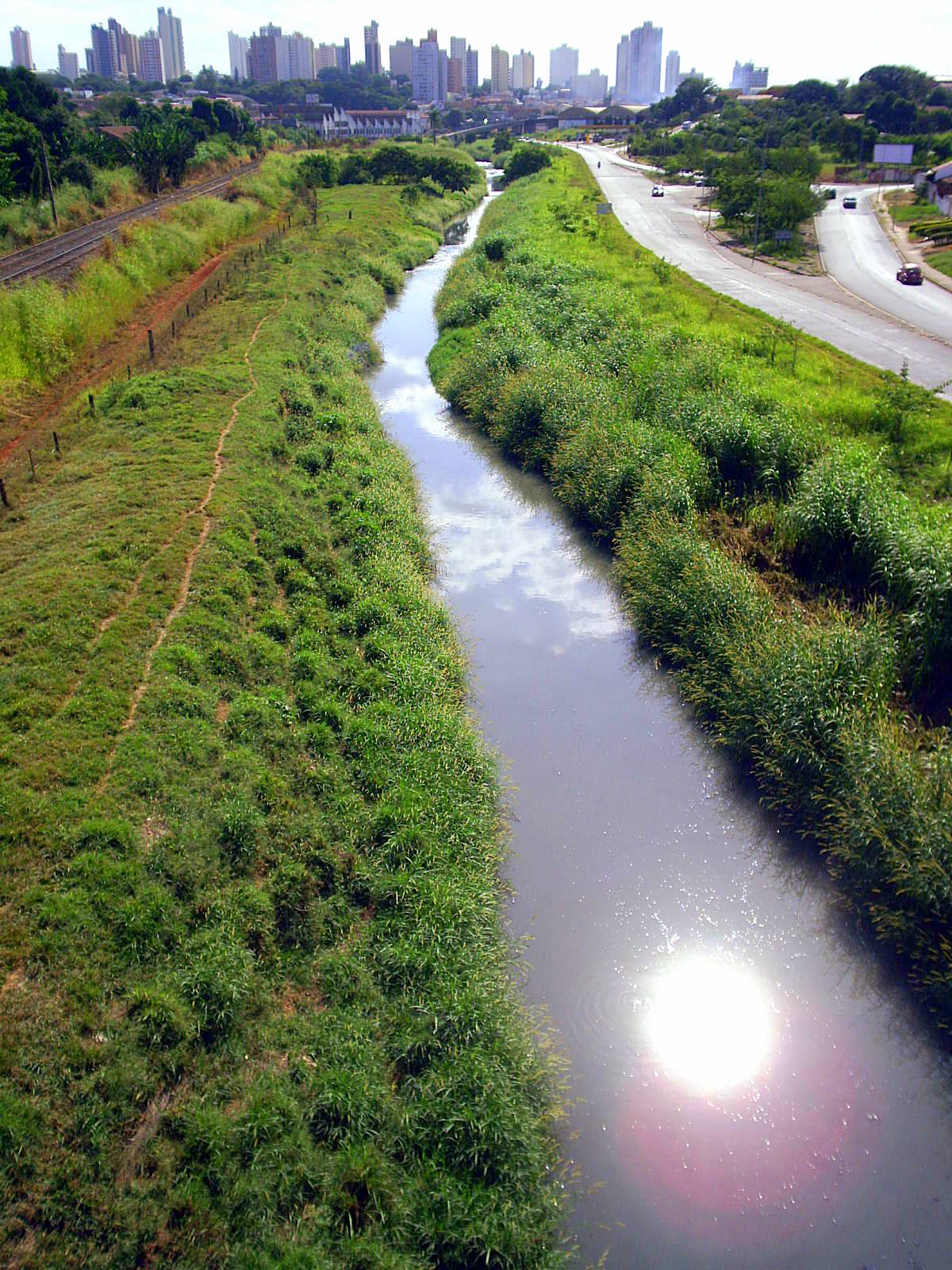
Ribeirão Tatu com a cidade de Limeira ao fundo.

### Localização e relevo
O município de Limeira está localizado a 145 km a noroeste da cidade de São Paulo, na Região Administrativa de Campinas. A cidade faz parte da Região Metropolitana de Piracicaba, sendo sede da Microrregião de Limeira integrada por oito municípios: Araras, Leme, Limeira, Pirassununga, Cordeirópolis, Conchal, Santa Cruz da Conceição e Iracemápolis. 
Situa-se à margem de importantes troncos rodoviários e ferroviários que ligam o estado de São Paulo a Minas Gerais e à Região Centro-Oeste do país, além de destacado tronco ferroviário que escoa a produção do país desde a Região Amazônica até o porto de Santos. Situa-se ainda, junto a Hidrovia Tietê-Paraná, importante via que a liga aos estados do Sul do país e aos países do Mercosul.
Faz divisa ao norte com Cordeirópolis e Araras; a leste, com Artur Nogueira, Engenheiro Coelho e Cosmópolis; ao sul, com Americana e Santa Bárbara d'Oeste e a oeste, com Iracemápolis e Piracicaba. A cidade se localiza na depressão periférica, com altitudes que variam de 500 a 800 metros. O ponto mais alto é o Morro Azul, com 831 metros, que por essa razão, era utilizado como referencial para bandeirantes e tropeiros que se dirigiam para o interior.

### Hidrografia
A bacia hidrográfica em que Limeira se localiza é a do rio Piracicaba. Dois rios passam pela cidade, o próprio rio Piracicaba e também o rio Jaguari, de onde é captada parte da água que é consumida no município. O  ribeirão Tatu atravessa a área urbana da cidade e é totalmente canalizado. Em 2015 foi constatada presença de  metais pesados, nesse curso d'água. Tais poluentes teriam sido lançados pelas  numerosas fábricas de joias do município. Ocorre que o  tratamento de esgotos  em Limeira é primário, consistindo apenas na remoção  de matéria orgânica e não elimina  chumbo, estanho, fósforo e nitrogênio, por exemplo. Para isso, é necessário o tratamento terciário.  O assunto  foi objeto de  um Termo de Ajustamento de Conduta (TAC) proposto pelo Ministério Público. A administração municipal disse concordar em modificar o tratamento de esgoto do município e fazer os investimentos necessários à construção da nova estação de tratamento de esgotos (ETE), que fará o tratamento terciário - muito mais caro do que o atual - resolvendo-se assim  o problema ambiental criado pelos fabricantes de joias.
O município situa-se sobre o aquífero Tubarão. Contudo, sua extração é dificultada pela grande profundidade alcançada por este reservatório. O município também é servido pela hidrovia Tietê-Paraná através do Rio Piracicaba com a conclusão de uma barragem em Santa Maria da Serra.

### Clima
O município apresenta clima tropical de altitude com inverno seco (Cwa) e temperatura média anual de 22 °C. A temperatura máxima absoluta registrada foi de 39,4 °C  em 30 de setembro de 2020 e a mínima absoluta de -3,2°C em 20 de julho de 2021. A pluviosidade média anual oscila entre 1100 e 1400 mm.

### Meio ambiente
Os setores de joias folheadas e papel da cidade colaboram significativamente para a poluição, dado que nem todas as empresas tratam adequadamente os rejeitos químicos antes de descartá-los. Esses efluentes, além de serem nocivos ao ambiente, danificam o sistema de tratamento de esgoto.
Hoje, vários dos córregos que atravessam a área urbana da cidade já se encontram totalmente canalizados. De acordo com a concessionária de água, a Foz do Brasil, o esgoto de Limeira é totalmente tratado. Trata-se, porém, de tratamento primário, que consiste apenas na remoção de matéria orgânica, não eliminando metais pesados e outros poluentes lançados  no Ribeirão Tatu, particularmente pelas empresas fabricantes de joias, que utilizam o processo de galvanoplastia.

#### Áreas verdes

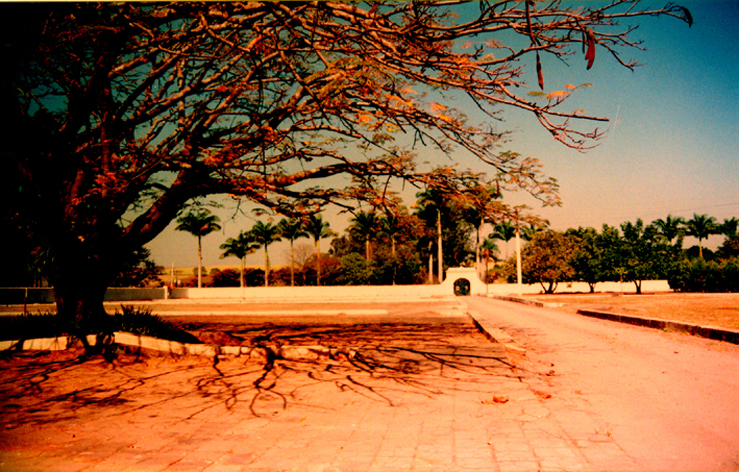
Terreiro da Fazenda Quilombo.

O Zoológico Municipal, inaugurado em 1968, ocupava uma área verde próxima ao centro da cidade no bairro Jardim Mercedes,  uma área da antiga chácara de Trajano de Barros Camargo, também conhecido como Dr. Trajano. Um novo zoológico municipal foi construído na área do Horto Florestal.
O Horto Florestal Prof. André Franco Montoro é um grande bosque de eucaliptos com aproximadamente 300 alqueires. Foi inaugurado em 1984, quando a prefeitura tomou posse da área então abandonada que pertencia à Ferrovia Paulista S/A (FEPASA) - antiga Companhia Paulista de Estradas de Ferro - e era destinada à criação de eucaliptos para a reposição dos dormentes dos trilhos. A área verde está localizada a nove quilômetros do centro da cidade na via Jurandir Paixão (antiga via Tatuibi). O local é aberto para lazer e prática de esportes, possuindo, também, lago artificial, quiosques e áreas para crianças.
O Parque Cidade de Limeira Prof. Dr. Ary Apparecido Salibe está localizado em uma área de 99,270 m² pertencente à prefeitura na Vila São João e que já abrigava estruturas de lazer e serviços municipais, tais como a Hípica Municipal, o Centro de Promoção Social Municipal e o Ginásio Municipal Vô Lucato. O parque foi inaugurado em setembro de 2007. O Parque é composto 120 espécies de árvores, sendo 69 nativas e 51 exóticas, totalizando 1017 árvores contabilizado no ano de 2015.  No local é possível observar 31 espécies da avifauna, sendo 30 nativas e 1 exótica[carece de fontes?]. Apresenta também ciclovia com 1000 metros, duas lanchonetes, parque infantil e brinquedoteca. Na mesma área, havia uma grande construção que foi abandonada por anos, e agora abriga o Museu da Joia Folheada, o Centro de Formação do Professor e um novo teatro, com capacidade para 400 pessoas.
Por ter sido um grande centro cafeicultor, Limeira possui fazendas importantes e representativas do período áureo do café, atualmente dedicadas, quase todas, ao cultivo da cana-de-açúcar, com exceção da fazenda Citra, no ramo viveirista. No entanto, essas propriedades mantém, ainda, quase toda a estrutura dessa época. Recebem grupos de visitantes para turismo ecológico. São elas: a Fazenda Morro Azul, a Fazenda Ibicaba, a Fazenda Quilombo, a Fazenda Itapema, a Fazenda Citra e a Fazenda Santa Gertrudes;

## Demografia

### População
- População total: 300.728 (est. 2024)[3]
  - Urbana: 238.349
  - Rural: 10.697
  - Homens: 123.609
  - Mulheres: 125.437
- Densidade demográfica (hab./km²): 428,65
- Mortalidade infantil até 1 ano (por mil): 9,5
- Expectativa de vida (anos): 72,57
- Taxa de fecundidade (filhos por mulher): 1,97
- Taxa de Alfabetização: 93,75%
- Índice de Desenvolvimento Humano (IDH-M): 0,814
  - IDH-M Renda: 0,759
  - IDH-M Longevidade: 0,793
  - IDH-M Educação: 0,890

(Fonte: Instituto de Pesquisa Econômica Aplicada - IPEA)

### Composição étnica
| Cor      | Porcentagem |
| -------- | ----------- |
| Branca   | 72,47%      |
| Parda    | 21,60%      |
| Negra    | 5,38%       |
| Amarela  | 0,49%       |
| Indigena | 0,07%       |

Fonte: Censo 2010 – IBGE

### Religião
O Cristianismo se faz presente na cidade da seguinte forma:

#### Igreja Católica
O município faz parte da Diocese de Limeira.

#### Igrejas Evangélicas
Entre as igrejas protestantes históricas, pentecostais e neopentecostais, encontram-se na cidade:
- Assembleia de Deus Ministério do Belém.[42][43]
- Congregação Cristã no Brasil.[44]
- Igreja do Evangelho Quadrangular.[45]
- Igreja Presbiteriana Independente do Brasil.[46]
- Igreja Evangélica de Confissão Luterana no Brasil.[47]
- Igreja Batista.[48]

## Governo

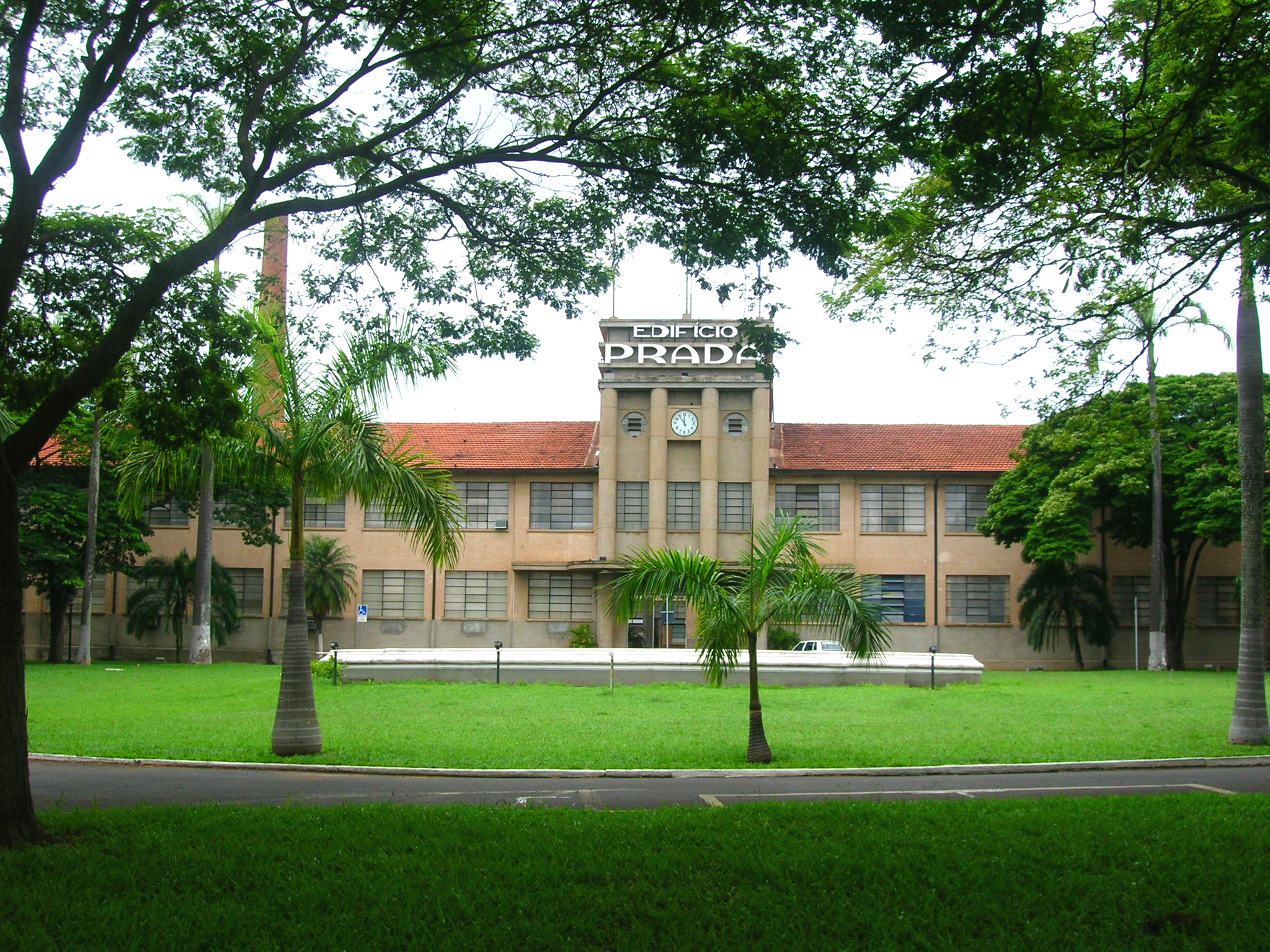
Edifício Prada, sede da Prefeitura Municipal de Limeira.

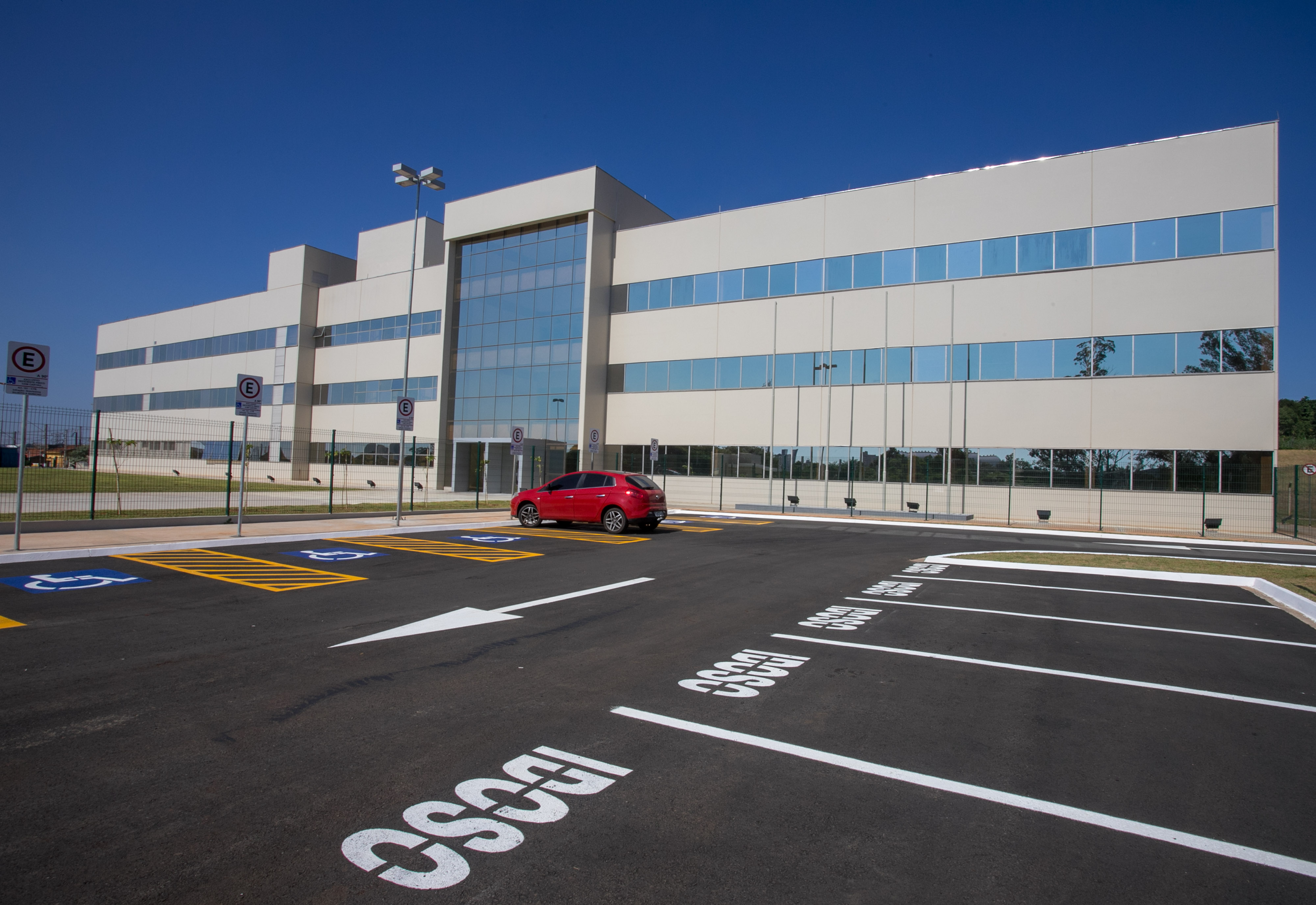
Fórum de Limeira.

De acordo com a Constituição de 1988, Limeira está localizada em uma república federativa presidencialista. Foi inspirada no modelo estadunidense, no entanto, o sistema legal brasileiro segue a tradição romano-germânica do Direito positivo. A administração municipal se dá pelo poder executivo e pelo poder legislativo.
Antes de 1930 os municípios eram dirigidos pelos presidentes das câmaras municipais, também chamados de agentes executivos ou intendentes. Somente após a Revolução de 1930 é que foram separados os poderes municipais em executivo e legislativo. O primeiro intendente que Limeira teve foi o Capitão Joaquim Maynert Kehl, que ficou no cargo entre 1893 e 1895. O prefeito do município é Mário Botion, do Partido Social Democrático (PSD), eleito nas eleições municipais no Brasil em 2016 e empossado no ano seguinte. Ele obteve 71.827 votos válidos, 51,23% do total.
O poder legislativo é constituído pela câmara (em observância ao disposto no artigo 29 da Constituição). Ela está composta por 21 vereadores eleitos para mandatos de quatro anos.

### Cidades-irmãs
- Saga, Japão
- Ganzhou, China

## Economia
Limeira figura como a 70.ª cidade mais rica do Brasil e como a 24.ª mais rica do Estado de São Paulo, estando à frente de cidades como Americana, Suzano, Araraquara e São Carlos. Sendo ainda a 89.ª cidade mais populosa do Brasil e a 23.ª mais populosa do Estado de São Paulo.

### Agricultura e comércio

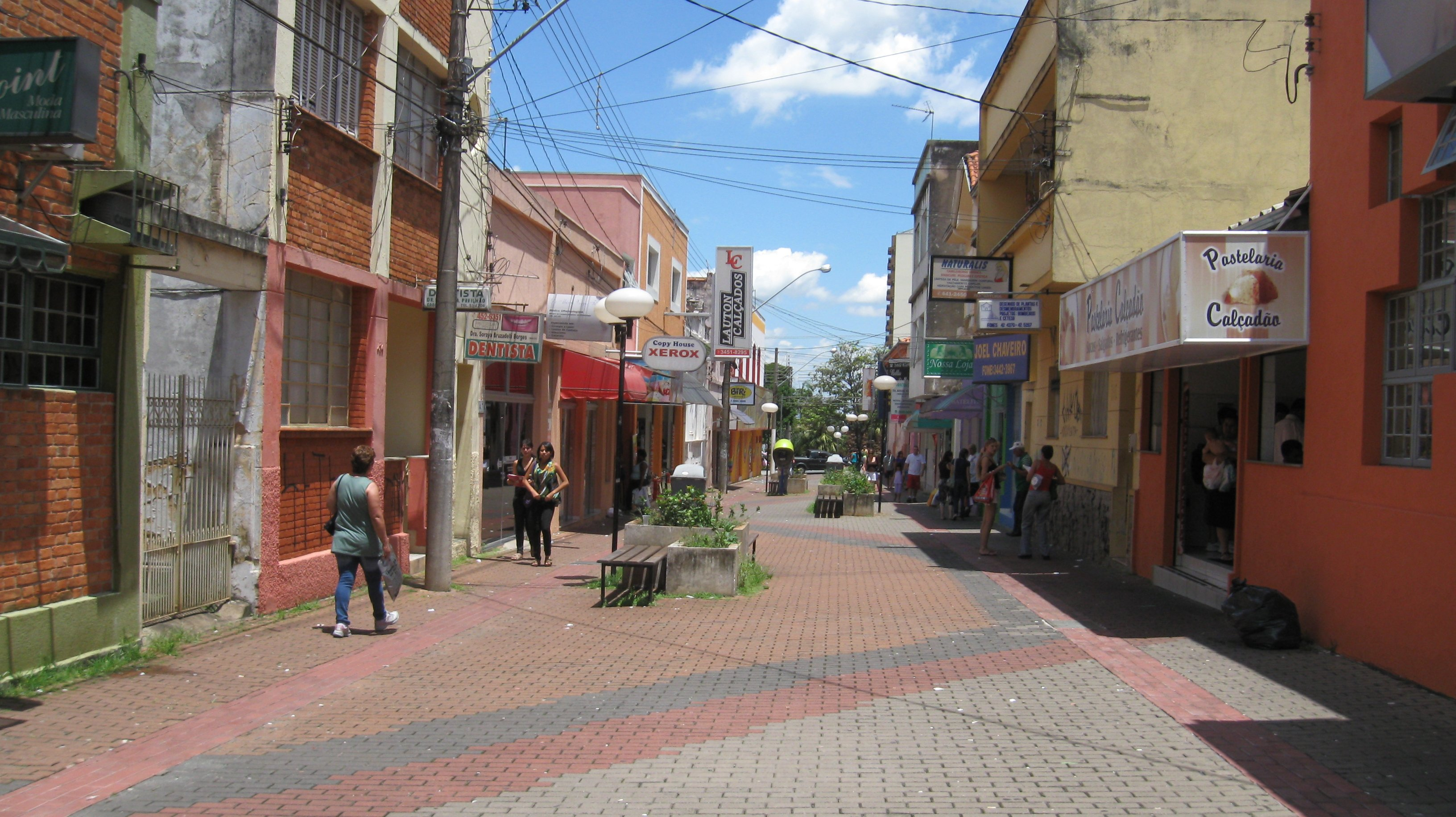
Área de lazer Maria Kühl Tank, popularmente conhecida como Calçadão.

A exploração agrícola das terras do município começa com o plantio de cana-de-açúcar em meados do ano 1799. Em 1828, passou-se a se produzir café na Fazenda Ibicaba, que tornou-se o maior núcleo cafeeiro do país. Todavia, anos mais tarde, com a expansão da área produtiva, outras cidades da região acabaram por iniciar produções mais expressivas. Com a crise de 1929, a cafeicultura foi sendo abandonada e novas culturas apareceram, entre elas a de laranja. A citricultura então passou a se desenvolver, fazendo a cidade ser conhecida como a Capital da Laranja, ainda na década de 1960. Porém, novamente a expansão da cultura para outras cidades faz a cultura entrar em declínio. Atualmente, a cultura predominante na cidade é a cana-de-açúcar, seguida da cultura de legumes e verduras. Também há a produção de mudas em geral, área em que o município tem destaque.
O setor comercial da cidade conta com 4000 estabelecimentos comerciais e 3000 prestadoras de serviços. Na cidade, há três shopping centers. Um deles se localiza na região central, o Shopping Pátio Limeira, que possui como lojas âncoras, como Lojas Americanas, Marisa, C&A, Renner e Lojas Centauro. Um outro shopping, o primeiro da cidade, que havia falido em meados dos anos 2000, foi reinaugurado após o processo de compra pela Prefeitura e posterior leilão. Foi adquirido pelo valor de R$11,2 mi pela empresa MV1 Empreendimentos e Participações Ltda, sendo reaberto no segundo semestre de 2012. O Shopping conta com cerca de setenta lojas, dentre essas algumas âncoras, e mais opções de lazer, como cinema. A denominação do Limeira Shopping Center, por motivos jurídicos, foi invertida para Shopping Center Limeira. O terceiro centro comercial, o Shopping Nações, localiza-se na rodovia Limeira-Piracicaba, próximo à Rodovia dos Bandeirantes. O projeto do estabelecimento conta com 28 mil m² e tem 100 lojas. Foi inaugurado em setembro de 2013, e a administração ficará por conta da empresa WTorre. Além do shopping center, fazem parte futuramente desde empreendimento um hotel com 160 quartos, um centro de convenções e um condomínio residencial. A rede Walmart representa o hipermercado da cidade, sendo que ainda há o grupo de supermercados, como Enxuto, Covabra, Sempre Vale, Dia% Brasil, Supermercados Servbem, Rede Econômica, Atacadão, Assaí, Paulistão e outros de menor porte.

### Indústria

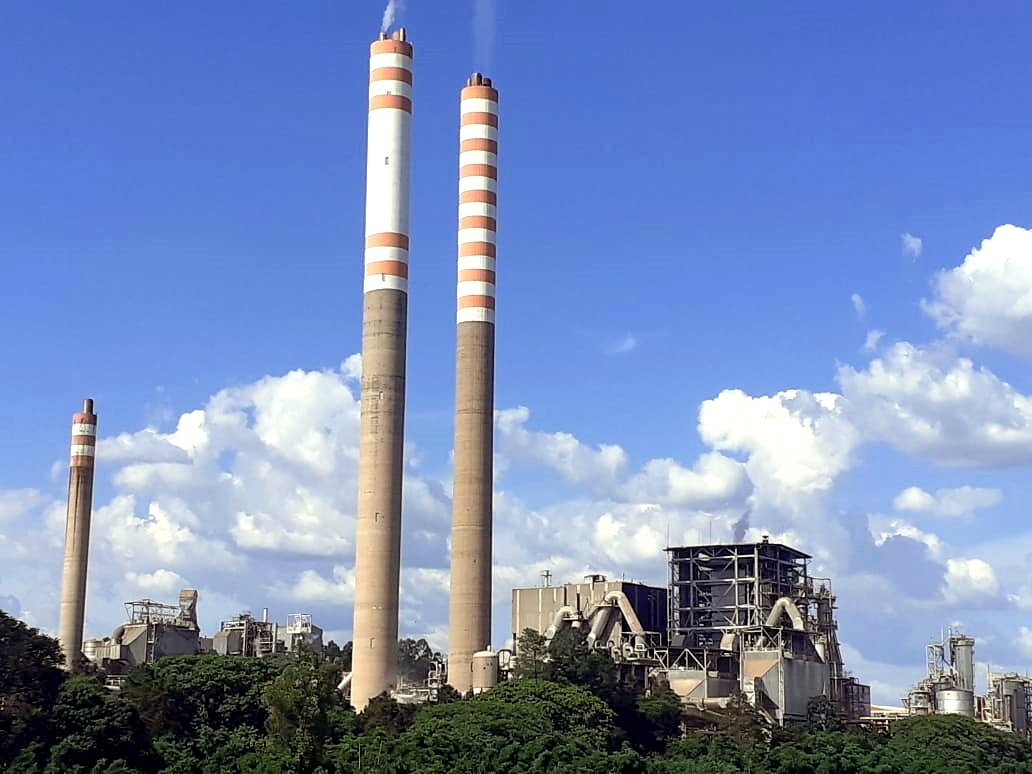
Fábrica da Suzano Papel e Celulose em Limeira

Por volta dos anos 1850, já havia a produção de carroças e instrumentos agrícolas na Fazenda Ibicaba, que durante a Guerra do Paraguai, chegou a produzir apetrechos para os soldados. Por essa razão, ela é considerada a primeira indústria da cidade. Entre os anos de 1907 e 1922, surgem importantes indústrias, como a Indústria de Chapéus Prada (1907), a Café Kühl (1920) e a Indústria de Papel Santa Cruz (1922), atual Ripasa Papel e Celulose. Já entre as década de 1940 e 1970, a indústria foi principalmente impulsionada pelo florescimento da citricultura Citrobrasil (1940) e Citrosuco (1966). Após a Segunda Guerra, com o apoio  para o desenvolvimento da indústria automotiva, surge a Freios Varga, atual TRW (1945) e a Fumagalli, atual Arvin Meritor (1946). A partir da década de 1970, o parque industrial limeirense passa a se expandir e abraçar empresas multinacionais. É instalada em Limeira a japonesa Ajinomoto, a Fumagalli se funde ao grupo americano Rockwell em 1974 e a Freios Varga passa a integrar o grupo inglês Lucas, em 2000.[carece de fontes?]
Atualmente, o setor de joias folheadas a ouro tem tido lugar de destaque por sua grande importância para a cidade. A produção destas empresas responde por quase metade da produção do setor no Brasil e é exportada para todo o mundo, atraindo compradores de vários locais. A cidade vem crescendo ano após ano para se tornar mais atrativa para as indústrias, contando com programas de incentivo. Esta política adotada pelas últimas administrações tenta reverter o aumento do desemprego e do trabalho informal na cidade. Atualmente a cidade é conhecida como o maior pólo de semi joias da América, tendo como destaque a Avenida Costa e Silva, com cerca de 300 lojas de fábrica. 
Essa expansão do setor de joias cria uma grande demanda por mão de obra. Tal demanda é muitas vezes atendida de maneira informal, empregando pessoas sem treinamento para cuidar de etapas do processo de folheação que envolvem materiais tóxicos e perigosos. Há também indícios de emprego de mão de obra infantil nestas mesmas condições.
Em 2014, no município, a multinacional Japonesa Anest Iwata (1926), fabricante de compressores de ar e bombas de vácuo, se funde através de uma joint-venture com a empresa limeirense AirZap Compressores (2000), expandindo a produção de sistemas de ar comprimido e vácuo, voltados para área de saúde, laboratorial analítico e farmacêutico, indústrias alimentícias e de bebidas, além de demais indústrias em geral.

## Infraestrutura

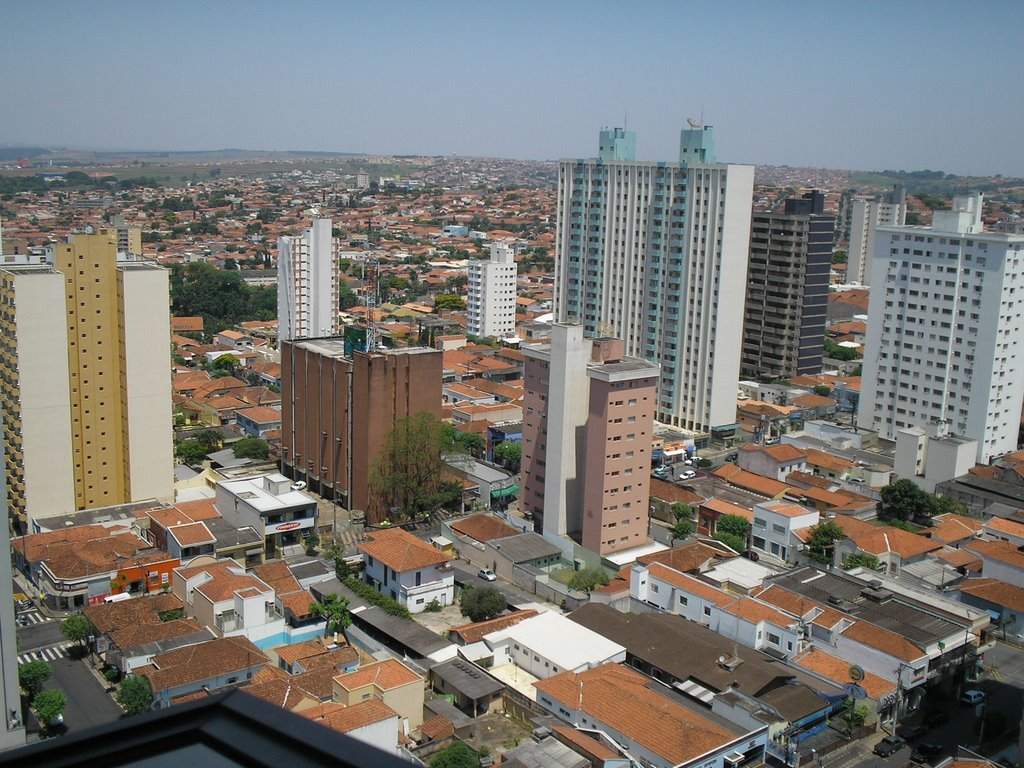
Região Central de Limeira

O sistema de água e esgoto é administrado por uma empresa privada através de concessão, desde 1994. A empresa que assumiu o controle destes serviços na época era denominada Águas de Limeira, formada pela Odebrecht (atual Novonor) e pela empresa francesa Lyonnaise des Eaux. Desde setembro de 2009, a empresa passou a ter o nome de Foz do Brasil para unificar todas as operações no Brasil sob a mesma marca. Conta com uma estação de tratamento de água e três estações de tratamento de esgoto.
A cidade conta com 100% de tratamento de esgoto, segundo informação veiculada pela Foz do Brasil, se destacando nesse aspecto em relação às cidades vizinhas.
Os moradores têm à disposição o Poupatempo, localizado no Pátio Office, torre comercial anexa ao Shopping Pátio Limeira e também no Shopping Nações. Anteriormente, o serviço se localizava nas ruas da Boa Morte e Tiradentes.

### Telefonia
O sistema de telefones automáticos foi inaugurado na cidade em 1954 pela Telefônica de Limeira. Já o sistema de discagem direta à distância (DDD) foi implantado em 1979 pela Telecomunicações de São Paulo (TELESP) com o código de área (0194).
Na década de 90 o código DDD da cidade foi alterado para (019), para padronização do sistema telefônico com a telefonia celular que estava sendo implantada em todo o estado.

### Mídia
Na área de mídia impressa, a cidade conta com dois jornais de circulação diária, a Gazeta de Limeira, além de alguns outros de circulação semanal, como a Folha de Limeira, Folha Cidade Interior e a Folha Cidade Gospel, e outros de circulação mensal, como a Filadélfia News. Também há uma revista de circulação mensal, a Expressão Regional e uma revista de circulação quadrimestral, a Revista Casamentos e Festas.[carece de fontes?]
Na área de mídia televisiva possui dois canais de televisão com programação local, a TV Jornal,  afiliada à TV Cultura, e a Rede 41, com concessão em Pirassununga e Centro de Produções em Limeira, além de um canal com programação regional, a Rede Família.[carece de fontes?]
A cidade também conta com cinco emissoras de rádio de alcance regional operando em AM e FM, sendo elas a Rádio Educadora, operando em AM a 1020 kHz, a Rádio Estereosom, operando juntamente com a anterior em FM a 99.9 MHz, a Rádio Mix, operando em am 770 kHz, a Rádio Magnificat, operando em FM a 103.5 MHz e a Rádio Jornal, operando em FM a 100.7 MHz juntamente com a TV Jornal (canal 29 e 39 UHF), a Rádio Comunitária Cidade de Limeira  FM (106.3 MHz) e a rádio Limeira FM (106.9 MHz).[carece de fontes?]

### Segurança pública
Segundo dados de uma pesquisa realizada em 2002 pelo Instituto Fernando Braudel, Limeira se encontra na média de violência dos municípios paulistas com mais de cem mil habitantes. Apesar de ocupar a 41° posição no ranking a cidade tem tido crescentes problemas na área de segurança, acompanhando o seu crescimento populacional.[carece de fontes?]

### Saúde
A rede de saúde conta com cinco hospitais. Duas unidades são filantrópicas e recebem auxílio do poder público: a Santa Casa de Misericórdia e a Sociedade Operária Humanitária. Os três outros hospitais são particulares: Hospital Unimed, Hospital Medical, Hospital Dia (antigo hospital filantrópico Beneficência Limeirense, que foi fechado e encampado pela Santa Casa) e  Hospital Frei Galvão (Santa Casa Saúde). O setor médico é bastante desenvolvido e, dentre os hospitais, destaca-se a Santa Casa, onde se localizam os principais centros de especialidades. O sistema de saúde pública - SUS - funciona dentro da Santa Casa, que é um dos maiores hospitais do interior paulista, atendendo, atualmente, pacientes de 92 cidades paulistas e do Sul de Minas. Destacam-se, dentro do sistema público, unidades de referência regional como o Centro para Queimados, o Centro de Câncer e o Centro de Hemodiálise. Alguns transplantes mais simples, como de rins, são realizados na cidade. Existem ainda, para atendimentos dos bairros, diversas Unidades Básicas de Saúde espalhadas por todo o município.[carece de fontes?]

### Educação

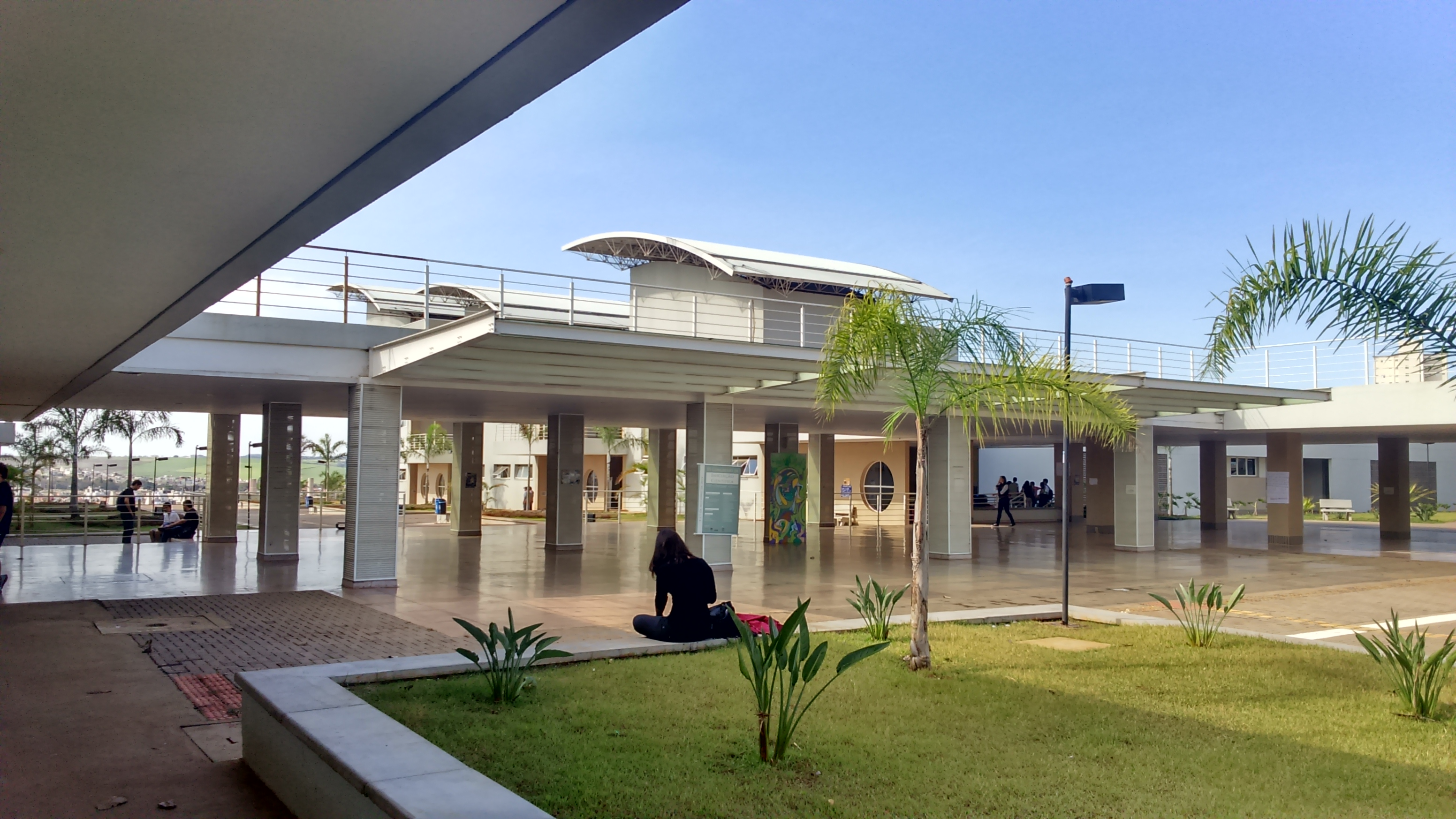
Faculdade de Ciências Aplicadas da Unicamp.

A cidade possui 30 escolas estaduais e uma rede de escolas municipais que atende mais de 17 mil alunos. Há também 46 instituições particulares de ensino. Segundo dados do INEP, de 2000, a taxa de analfabetismo da cidade é de 6,25%. A cidade abriga dois campi da Universidade Estadual de Campinas (Unicamp). No primeiro campus se encontra a Faculdade de Tecnologia (FT), antigo Centro Superior de Educação Tecnológica (CESET), responsável pelos cursos superiores tecnológicos. No novo campus da Unicamp se encontra a Faculdade de Ciências Aplicadas (FCA) implantada em 2009, com seis cursos. Seu projeto pedagógico diferenciado propõe a existência de um Núcleo Básico Geral e Comum de matérias para todos os cursos. Este novo campus ainda possui projeto de expansão, inclusive incluindo novos cursos, mas já se encontra em pleno funcionamento. Há ainda na cidade algumas instituições particulares de ensino superior, como: a Faculdade de Administração e Artes de Limeira (FAAL), a Faculdade Comunitária Anhanguera Educacional (FAC), as Faculdades Integradas Einstein de Limeira] (FIEL), o Instituto Superior de Ciências Aplicadas (ISCA) e a Universidade Paulista (UNIP). Há estudos em andamento (e avançando) no sentido de se implementar também outra faculdade pública Estadual, a Fatec, administrada pelo Centro Estadual de Educação Tecnológica Paula Souza, de acordo com informações fornecidas pela Prefeitura do Município, informações estas divulgadas na mídia local.
O campus da Unicamp na cidade também abriga o Colégio Técnico de Limeira (COTIL), dirigido pela própria Unicamp e responsável por cursos técnicos e profissionalizantes. Uma conceituada opção no ensino técnico e no profissionalizante na cidade é o SENAC, que oferece à comunidade diversos cursos Técnicos de áreas como Administração e Negócios, Segurança Ocupacional, Bem Estar, Informática, Comunicação, Design e muitos outros, sendo eleita em 2011 como centro de Excelência em Empreendedorismo. Há ainda mais escolas técnicas na cidade, onde destacam-se a Escola Técnica Estadual Trajano Camargo, mantida pelo Centro Estadual de Educação Tecnológica Paula Souza e as instituições particulares como Colégio Santo Antônio, Colégio RGF, Colégio Einstein, Colégio Objetivo, Colégio São José, Procotil e Colégio Portinari e Colégio Jandyra Antunes Rosa.[carece de fontes?].

### Transportes

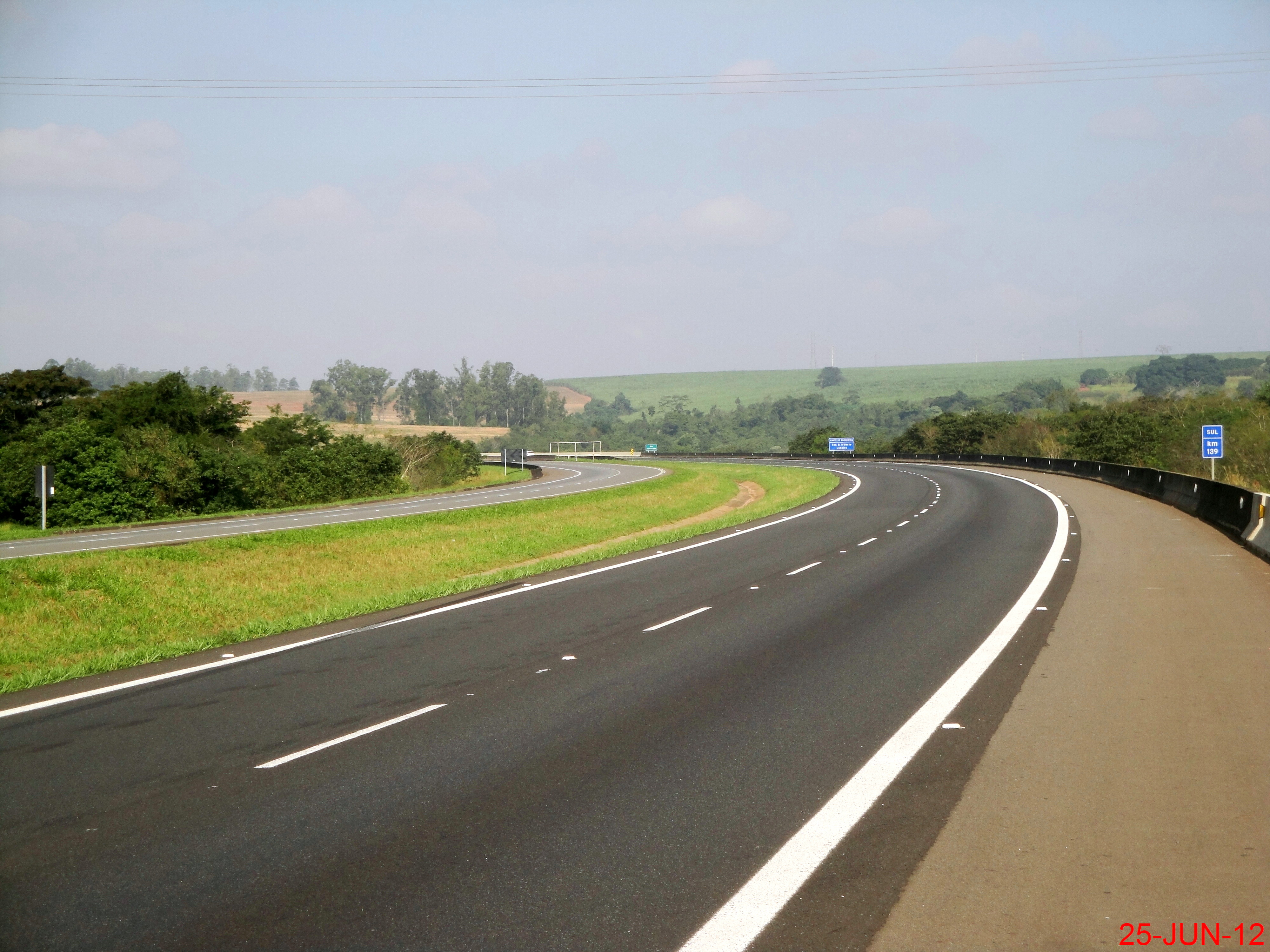
Trecho da Rodovia dos Bandeirantes (SP-348) em Limeira.

O município de Limeira está localizado junto ao entroncamento de três vias importantes do Estado: Rodovia Anhanguera (SP-330), Rodovia Washington Luís (SP-310) e Rodovia dos Bandeirantes (SP-348). Outras rodovias que servem ao município são: Rodovia Limeira-Mogi Mirim, Limeira-Piracicaba (SP-147), Rodovia Limeira-Iracemápolis (SP-151), Rodovia Limeira-Cosmópolis (SP-133), Rodovia Santa Bárbara-Iracemápolis (SP-306), a Rodovia Limeira-Artur Nogueira e a Rodovia Americana-Limeira-Cordeirópolis (SP-017).
O transporte coletivo limeirense é feito por uma empresa que opera as 25 linhas existentes, atendendo 2 milhões de pessoas segundo dados de 2005. A cidade conta com um terminal rodoviário para linhas de ônibus intermunicipais e interestaduais que foi inaugurado em 1982, e hoje se situa ao lado do terminal rodoviário. Lá, 21 empresas estão em operação, atendendo em média a 47 mil passageiros por mês, segundo dados de 2005. Uma nova rodoviária ao lado do antigo Limeira Shopping foi planejada em 2008,  mas o projeto foi abandonado.
Limeira também está localizada às margens de uma antiga ferrovia, a Linha Tronco da antiga Companhia Paulista de Estradas de Ferro, que liga a cidade à Barretos, Colômbia e à Jundiaí e por onde o município era atendido por trens de passageiros de longa distância, vindos da capital paulista até outras cidades do interior do estado também cortadas pela linha férrea e contando com estações. No dia 16 de abril de 2001, parou o último trem de passageiros em sua estação ferroviária, de onde prosseguiria sua última viagem rumo à cidade de Campinas. Desde então, somente há o tráfego de trens cargueiros pela cidade.
O aeroporto de Limeira (ICAO: SDYM) possui uma pista de 875 metros de extensão, hangares particulares de uso executivo e Sede de Administração do Aeródromo no hangar do antigo Aeroclube. É destinado aos aviões de pequeno e médio porte, assim como o ensino de pilotagem aerodesportiva, localizado a cerca de 4 km do centro da cidade. Coordenadas: SDYM - Airport - Limeira 223614S/0472443W. Mas no momento o aeródromo  encontra-se interditado para qualquer tipo de operação. Um novo aeroporto maior com uma pista planejada de 1.800m, já está sendo construído  às margens da Rodovia Limeira—Mogi Mirim, bem próximo à divisa com a cidade de Engenheiro Coelho.

## Cultura

### Patrimônio arquitetônico

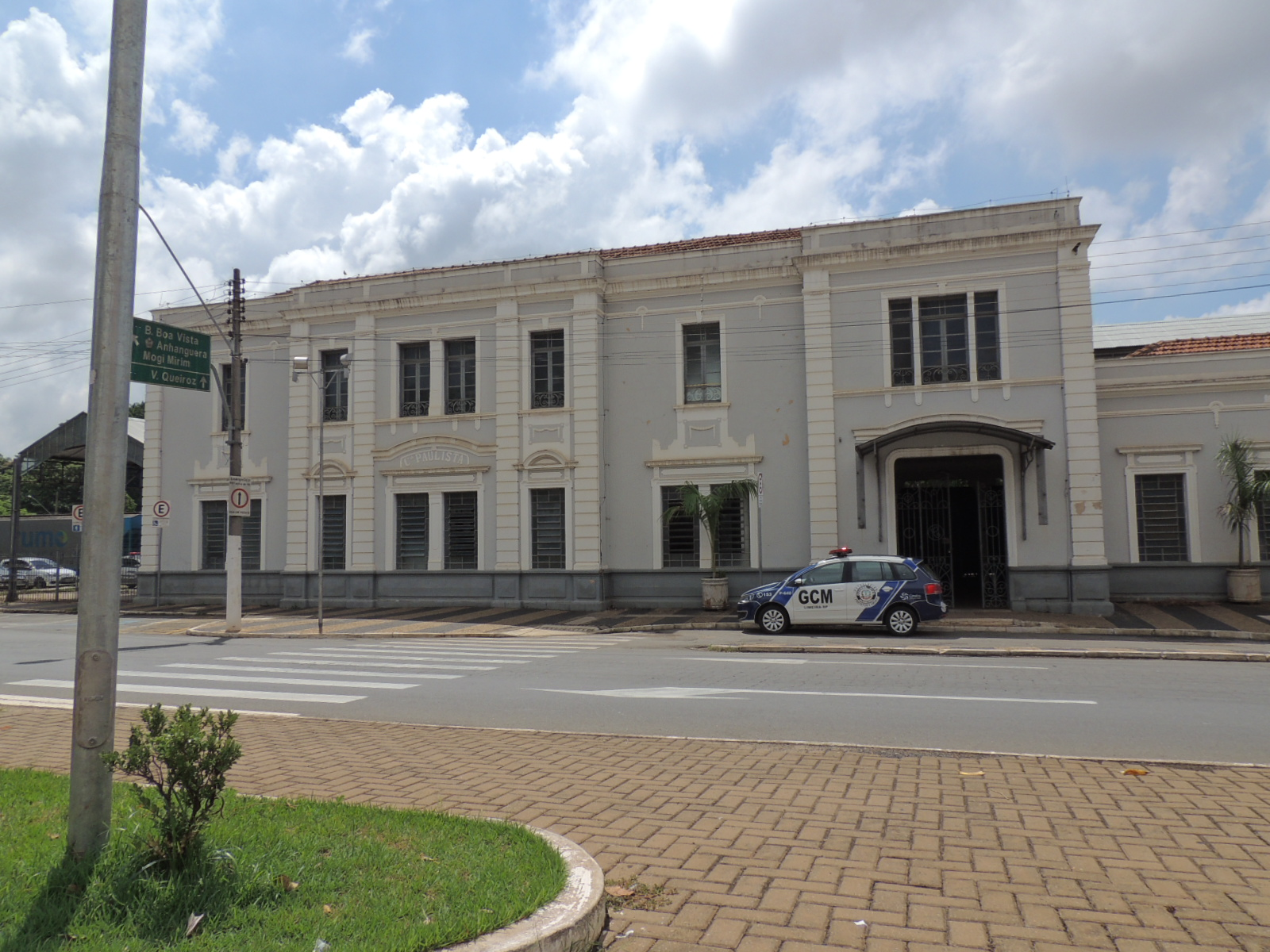
Estação Ferroviária de Limeira, desativada para embarque de passageiros desde 2001.

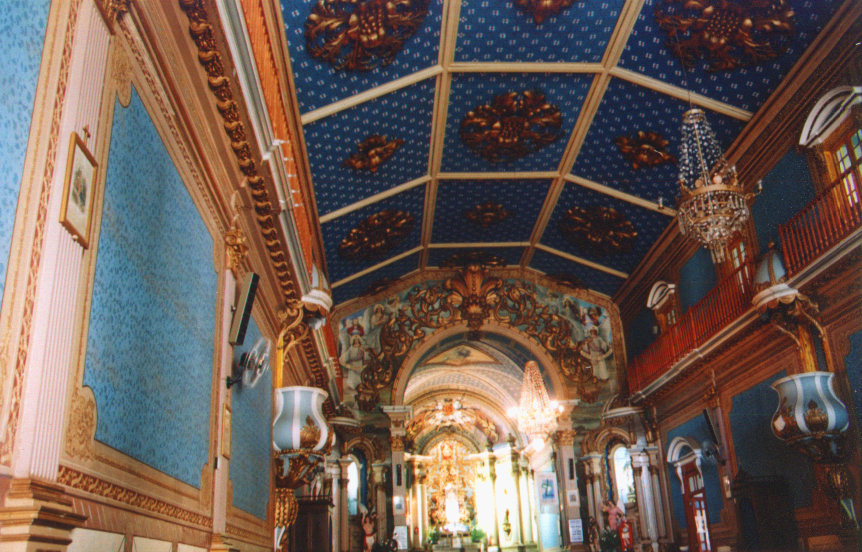
Interior da Igreja da Boa Morte.

A Gruta Municipal, na praça Toledo Barros, é um monumento que celebra a paz, e foi construído por volta de 1920 para celebrar o final da Primeira Guerra Mundial. Originalmente, era um coreto, mas hoje abriga exposições eventuais.
Apesar de a cidade ser considerada antiga pelos padrões paulistas pelo fato de sua fundação ter se dado em 1826, pouco restaram das construções históricas. Isso foi consequência da renovação urbana que ocorreu nas década de 1960 e 70, quando se perdeu boa parte destas construções.
Ainda assim, graças ao alto número de construções de época, várias delas permanecem conservadas. Entre elas, há a Igreja da Boa Morte, construída em 1858 e concluída em 1867 em estilo barroco, o Teatro Vitória, construído em 1941 em estilo art déco, simbolizando a modernidade dos anos 40 e o Edifício Prada, construído em 1937, para abrigar a antiga companhia Chapéus Prada S/A e que atualmente é sede da prefeitura.
A Estação Ferroviária, de 1876, o Palacete Levy, de 1881, a mansão Prada, da década de 1890 e o Palacete Tatuibi, de 1901, são outros exemplos de prédios históricos que ainda fazem parte da arquitetura da cidade.

### Música
Existem quatro corporações musicais que se destacam na cidade, como a Corporação Musical Henrique Marques, fundada em 1860, sendo a quarta banda civil mais antiga do Brasil. Possui sede própria e mais de sessenta componentes. Afora as apresentações externas, realiza retretas regularmente, a cada quinzena, na praça Toledo Barros. É regida pelo maestro Fernando Costa Barreto, o quinto maestro da corporação desde a sua fundação. A Corporação Musical Arthur Giambelli, fundada em 1932 e conhecida por Embaixatriz Sonora de Limeira, por ter sido campeã de vários festivais das décadas de 1950 a 1970. Assim como a anterior, possui mais de 60 membros e tem sede própria. Também apresenta-se em outras cidades e realiza retretas a cada quinzena na praça Toledo Barros, em semanas alternadas com a Corporação Henrique Marques. Está hoje sob a batuta do maestro Leandro Pereira. A Banda Marcial do SENAI Luís Varga, formada em 1998 a partir da fanfarra da escola. Banda bastante jovem e inovadora, tem apresentado-se com destaque em vários locais do estado.
A Orquestra Sinfônica de Limeira deu início a suas atividades em 17 de novembro de 1995, sob a direção de seu maestro Rodrigo Müller. Com o objetivo da formação de um público de concerto, a orquestra executa um repertório eclético que vai do barroco até a música popular brasileira, passando pelos principais compositores da música erudita, buscando sempre uma interpretação próxima a do período em que as obras foram compostas. Para formar novos músicos, a orquestra oferece, através de sua Escola Livre de Música (ELM), cursos gratuitos nas áreas erudita e popular. A orquestra realiza durante o ano sua temporada oficial no Teatro Vitória, além de concertos didáticos em bairros e apresentações no Parque Cidade. Atualmente conta com cerca de 60 profissionais envolvidos diretamente, tornando assim a música não só um instrumento de entretenimento, socialização e inclusão, mas também um potencial gerador de empregos para músicos de Limeira e região. Recebe solistas de renome nacional e internacional.

### Teatros
Limeira foi uma das primeiras cidades paulistas a possuir um teatro. O primeiro teatro da cidade chamava-se Teatro da Paz, localizado na praça Toledo Barros e  inaugurado em 1882, ainda inacabado. Recebeu este nome para celebrar a paz após a Guerra do Paraguai. Em 1885, o teatro neoclássico teve suas obras concluídas. Funcionou até o ano de 1940, quando foi demolido para dar lugar ao Cine Vitória, à época um moderno edifício art déco. Em 1996, o Cine Vitória foi reformado para se transformar num teatro. O atual Teatro Vitória, com capacidade para 670 pessoas, está localizado na praça Toledo Barros, no mesmo local onde fora construída a primeira casa de espetáculos da cidade. Além de peças, concertos, palestras, mostras de dança, recebe exposições no hall de entrada.
Conta ainda com o Anfiteatro de Educação Ambiental Roberto Burle Marx, com cem lugares no zoológico municipal, e o Auditório da Delegacia de Ensino, antigo Cine Boa Vista, no bairro homônimo, com capacidade para quatrocentos pessoas. Além disso, há ainda o Teatro Nair Bello, com capacidade para 400 pessoas, próximo ao Centro de Capacitação do Professor.
No Teatro Nair Bello, em 1 de setembro de 2014, foi apresentada uma palestra por José Eduardo Heflinger Júnior intitulada  "Limeira, o berço da imigração europeia pelo sistema de parceria", destinada a professores municipais e ao público em geral. Esta palestra pretendeu difundir o conhecimento adquirido em mais de 50 anos de pesquisa, que resultaram na publicação de diversos livros e de uma exposição no Museu BallinStadt, em Hamburgo.

### Bibliotecas e museus
A Biblioteca Municipal João de Sousa Ferraz, no centro da cidade, faz parte do Centro Cultural Municipal e possui acervo de mais de 35 mil livros. No mesmo pátio está implantada a Biblioteca Infantil Cecília Quadros, que possui acervo de cerca de 4 mil livros. A cidade ainda possui várias bibliotecas de algumas organizações em bairros e um serviço de biblioteca móvel.
O Museu Histórico Pedagógico Major José Levy Sobrinho, criado em 1963, também se integra ao Centro Cultural Municipal e está localizado no prédio do antigo grupo escolar Coronel Flamínio Ferreira. Possuía acervo de mais de três mil peças, onde podem ser encontradas fotos e gravuras que remontam à cidade quando esta era apenas uma vila. Há também retratos a óleo de habitantes do passado e uma série de objetos que pertenceram ao antigo grupo escolar Coronel Flamínio Ferreira. Lousa, ábaco, tinteiros e as primeiras carteiras utilizadas pela escola são algumas das curiosidades. No prédio também funciona o Museu da Imagem e Som de Limeira, que preserva gravações com depoimentos de limeirenses e uma hemeroteca com mais de 1800 revistas e jornais antigos, álbuns de foto e discos. A cidade conta com o Museu da Joia Folheada, na parte interna do Parque da Cidade, devido à importância de Limeira, o polo nacional do setor, ao mercado das joias.

### Esportes

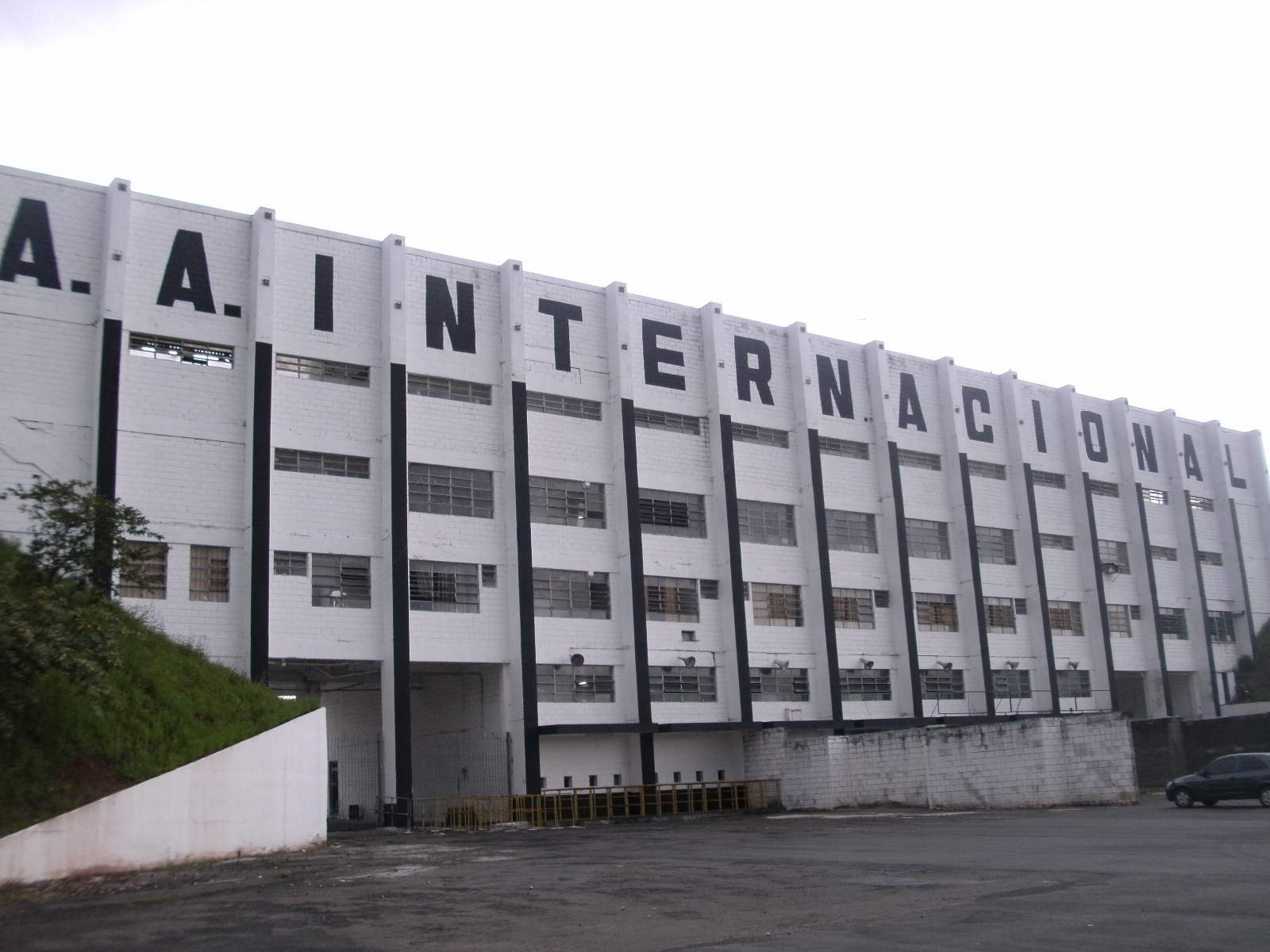
Estádio Major José Levy Sobrinho (Limeirão).

A cidade possui dois estádios de futebol municipais. Um deles é o Estádio Major José Levy Sobrinho, conhecido como Limeirão. Com recorde de público de 44 mil pessoas, à época de sua inauguração foi o segundo maior estádio paulista, atrás somente do Morumbi, na capital. Atualmente sua capacidade é de 18 mil. A administração municipal ainda possui o Estádio Comendador Agostinho Prada, mais conhecido como Pradão, com capacidade para 13,5 mil. Ambos os estádios são cedidos para os dois times de futebol profissional da cidade: o Limeirão para a Associação Atlética Internacional, popularmente conhecida como Inter de Limeira ou Leão, e o Pradão para o Independente Futebol Clube, que é popularmente conhecido como Galo.
Os principais ginásios poliesportivos do município são o ginásio Fortunato Lucato, popularmente conhecido como Ginásio Vô Lucato e o ginásio Domingos de Felice, no bairro Santo André. Além desses, vários bairros da cidade contam com ginásios menores para uso da população. Um novo ginásio com capacidade para 6 mil pessoas está sendo construído ao lado do campus 2 da Unicamp. Fundado em 1951, o Clube Columbófilo Limeirense trilha somando novos e mais adeptos do desporto. É o maior clube de columbófilos do Estado de São Paulo, e está entre os cinco maiores clubes do Brasil. Grandes nomes desse grupo de entusiastas e pesquisadores da prática da corrida de pombos-correio, fizeram história em campeonatos estaduais, nacionais e internacionais.[carece de fontes?]
O kartódromo possui uma pista com 1.200 metros de extensão, 8 metros de largura, longas retas, freadas fortes, curvas rápidas, mergulho, curvas de baixa velocidade e com vários tipos de tangências. É considerado o traçado mais seletivo do Brasil. Recentemente reinaugurado 2006, o asfalto recebeu uma composição de polímero onde a durabilidade é maior. Nesta pista já competiram pilotos como Rubens Barrichello, Christian Fittipaldi, Tony Kanaan e Hélio Castroneves. O kartódromo possui estacionamento, banheiro masculino e feminino, lanchonete e 27 boxes cobertos.

### Feriados
- No dia 15 de setembro, comemora-se o aniversário da cidade.
- No dia 20 de novembro, comemora-se o dia da Consciência Negra, dia de Zumbi dos Palmares.